# Banco comunal

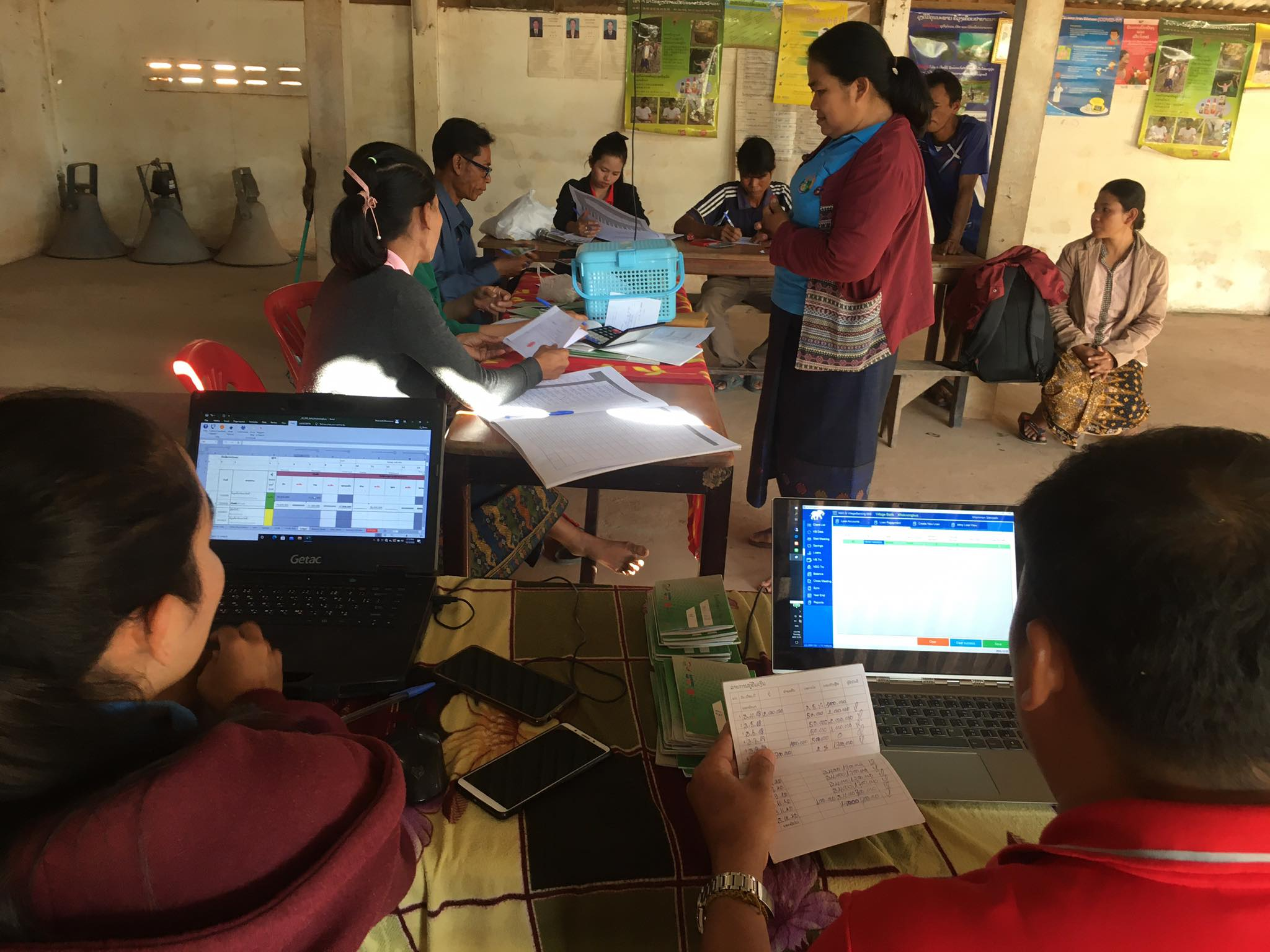
Village Bank in Laos

Un banco comunal es una metodología crediticia que consiste en que una organización sin ánimo de lucro otorgue préstamos a un grupo de personas que se encarga del manejo y de los recursos entregados. 
Los bancos comunales otorgan préstamos a tasas de mercado, principalmente a mujeres emprendedoras con ideas innovadoras pero sin acceso al crédito porque no pueden cumplir con todos los requisitos que solicitan las instituciones bancarias.

## Origen y definición del concepto
El concepto banco comunal fue planteado por primera vez en 1984 en Bolivia por el economista John Hatch, quien más tarde creó el banco comunal FINCA International.
Ezrra Israel Orozco Paredes en su artículo Los bancos comunales como una alternativa de financiamiento para el desarrollo de las empresarias propietarias de microempresas define los bancos comunales de Guatemala: 
"Un banco comunal es una asociación formada por mujeres (aunque en algunas intermediarias también participan hombres), con un promedio de aproximadamente 20 personas. Cada una trabaja en alguna actividad generadora de ingresos y que no necesariamente deba ser la misma. Es a través del Banco Comunal que sus integrantes pueden acceder a microcréditos, para  financiar sus actividades crediticias, el cual garantizan con su palabra en forma solidaria.
El grupo forma una Junta Directiva para que administre las distintas tareas del grupo, tales como, recolectar los ahorros e intereses, realizar los pagos de intereses, llevar los controles y dirigir la toma de decisiones cuando se requiera. ... 
Los microcréditos concedidos pueden tener tantos destinos como actividades innovadoras y creativas realicen las socias. Los montos iniciales son pequeños con lo cual se pretende minimizar los riesgos y generar una cultura de pago, inexistente en algunos sectores de la población."